# 长距紫堇
长距紫堇（学名：Corydalis longicalcarata），为罂粟科紫堇属下的一个植物变种。